# دارم راستش را می‌گویم (ترانه)
«دارم راستش را می‌گویم» (به انگلیسی: Come Clean) ترانه‌ای نوشته‌شده توسط کارادیوگاردی و جان شنکس است که توسط شنکس برای اولین آلبوم هیلاری داف، دگردیسی، تهیه شد. این ترانه به عنوان دومین تک‌آهنگ آلبوم در ۲۰۰۴ عرضه شد.